# Alexander von Oettingen
Alexander von Oettingen, född den 12 december 1827 på riddargodset Wissust nära Dorpat, död den 8 augusti 1905 i Dorpat, var en balttysk evangelisk teolog. Han var bror till Georg och Arthur von Oettingen.
von Oettingen blev 1854 privatdocent och 1856 professor i systematisk teologi vid universitetet i Dorpat. von Oettingen, till sin dogmatiska ståndpunkt utpräglat konfessionell, var en man med ovanligt mångsidiga vetenskapliga, praktiska och även estetiska intressen samt outtömlig verksamhetslust. På det kyrkliga livets utveckling i Livland utövade han därför stort inflytande.
Mest bekant har han dock blivit genom arbetet Die Moralstatistik und die christliche Sittenlehre (2 band, 1868–1873; 3:e upplagan 1882 med titeln Die Moralstatistik in ihrer Bedeutung jur eine Socialethik). Det där gjorda försöket att med hjälp av den moderna statistikens metoder skapa en empirisk grundval för en kristlig "socialetik" har visserligen i mycket ansetts som förfelat, men har dock åt teologin gett många impulser och åt von Oettingen förvärvat en aktad plats jämväl i den statistiska vetenskapens historia.
Bland von Oettingens övriga skrifter bör System der christlichen Sittenlehre (1874), Vorlesungen über Goethes Faust (1880), Theorie und Praxis des Heiratens (1892) samt Lutherische Dogmatik (3 delar, 1897–1902) nämnas.